# Nelipić
Nelipčići (često se koristi i oblik Nelipići), hrvatska velikaška obitelj od roda Snačića (Svačić) koja je držala posjede na teritoriju cetinske županije. U povijesnim vrelima javlja se od sredine 13. stoljeća. Pretpostavlja se da su u rodu s obitelji cetinskog kneza Domalda.

## Povijest

### Podrijetlo
Najraniji poznati član obitelji bio je Nelipac I. koji se spominje 1244. godine u izvorima. Njegov sin Izan I. dobio je od kralja Bele IV. županiju Drežnik, koju su kasnije izgubili u korist Babonića. Uspon obitelji počinje tijekom 14. stoljeća kada Nelipčići obnašaju visoke dužnosti na dvoru hrvatskog bana Mladena II. Bribirskog.

### Uspon
Godine 1322., nakon poraza hrvatskog bana Mladena II. Bribirskog, kralj Karlo I. pokušao je obnoviti kraljevsku vlast, ali vojvoda Nelipac II. zauzeo je grad Knin i zasjeo u njemu. Učvrstivši se na položaju kninskog kneza, osnovao je snažnu državinu na području knjinske, cetinske i psetske županije.
Protiv Nelipčića ustali su knezovi Bribirski kojima su se pridružili knezovi Krčki, bosanski ban Stjepan II. Kotromanić i grad Zadar. Godine 1324. napali su Knin, ali ih je Nelipac, potpomognut, knezovima Kurjakovićima, livanjskim knezom te gradovima Šibenikom i Trogirom uspio poraziti.
U nastojanju da skrši otpor hrvatskog plemstva, kralj je poslao vojsku pod vodstvom bana Mikca koju je vojvoda Nelipac potukao 1326. godine. Od tada je gotovo potpuno samostalno vladao nad Hrvatskom.
Poslije Nelipčeve smrti 1344. godine novi kralj Ludovik I. Anžuvinac poslao je vojsku na Knin koji je junački obranila Nelipčeva udovica Vladislava od roda Gusića. Svjesna da ipak neće moći trajno odoljevati napadima kraljevskih snaga, kneginja je povela pregovore s kraljem kako bi spasila baštinu svome sinu Ivanu. Nato je kralj Ludovik I. oduzeo je Nelipčićima 1345. godine Knin, Počitelj, Srb, Ostrog i Unac, a ostavio im je utvrdu Sinj s cetinskom županijom, Brečevo s poljem i djedovski grad Kamičak na Krki te Ključicu (na Čikoli) i Nečven. Time je bila slomljena moć Nelipčića koji su otada bili vjerni kraljevi vazali.
Knez Ivan je 1358. godine od kralja dobio župansku vlast u Klisu, za zasluge u ratu protiv Venecije. Godine 1372. Ivan je stekao gradove Novi na Neretvi i Imotski s kneževinom Hum. Nasljedio ga je sin Ivaniš.
Ivaniš Nelipčić je sudjelovao u građanskom ratu koji je izbio između Anžuvinaca i Luksemburgovaca, isprva podržavajući kralja Ladislava Napuljskog koji mu je darovao Skradin i Klis. Poslije je prešao na stranu kralja Žigmunda, zbog čega je izgubio Skradin, ali je zadržao Klis. Godine 1416. dobio je Omiš s Krajinom od svoje sestre Jelene.
Umro je 1434. godine ne ostavivši muškog potomka.

### Borba za baštinu cetinskih knezova
Ivaniš je iza sebe ostavio dvije kćeri, Katarinu i Margaritu. Prije smrti nastojao je stariju kći proglasiti legitimnm nasljednicom, što mu je odobrio sam kralj. Nasljednica obiteljskih imanja bila je Katarina, udana za Anža Frankapana. Međutim, kralj Žigmund je pogazio danu riječ i zatražio je da mu se predade baština Nelipčića te je poslao slavonskog bana Matka Talovca da im je preotme.
Kako je Anž umro 1436. godine, Katarina je predala baštinu kralju, koji je najveći dio te baštine prepustio Talovcima.